# Myrkinos
Myrkinos (gr. Μύρκινος), to kolonia jońska, założona po roku 510 p.n.e. w Tracji na wschodnim brzegu rzeki Strymon w pobliżu jej ujścia do morza Egejskiego przez tyrana Miletu Histiajosa, który przez dłuższy czas korzystał z poparcia perskiego na dworze królewskim w Suzie. 
Dalsze losy kolonii nie są znane, wiadomo jedynie, że w jej pobliżu w roku 497 p.n.e. zabity został (czy to podczas oblężenia miasta przez Persów, czy też przypadkowego starcia z Trakami) zięć Histiajosa Arystagoras, który zbiegł z Miletu po klęsce Jonów pod Efezem, gdyż obawiał się, że powstanie zostanie wkrótce zdławione.
Około roku 436 p.n.e. w pobliżu Myrkinos założone zostało przez Ateńczyków miasto Amfipolis.